# Capitania de São Pedro do Rio Grande do Sul
A Capitania de São Pedro do Rio Grande do Sul foi uma divisão administrativa do Brasil colonial. 
Foi criada em 19 de setembro de 1807, sucedendo a Capitania do Rio Grande de São Pedro (1760), subordinada à Capitania do Rio de Janeiro. A nova capitania, que tinha estatuto de capitania-geral com capital na cidade de Rio Grande, era independente e abrangia um território de limites pouco precisos, em terras antes sob domínio espanhol e já ocupadas de facto por gaúchos, militares, bandeirantes e tropeiros paulistas, e no final do século XVIII, por colonos portugueses, sobretudo açorianos, que lá receberam glebas de terra e sesmarias. O governo de Santa Catarina lhe era subordinado. O primeiro capitão-general da capitania foi Diogo de Sousa.
Em 28 de fevereiro de 1821 torna-se a província de São Pedro do Rio Grande do Sul, que viria a ser o atual estado do Rio Grande do Sul, após a Proclamação da República do Brasil.